# セレス県

セレス県
Περιφερειακή ενότητα Σερρών測地系: 北緯41度05分 東経23度35分 / 北緯41.083度 東経23.583度座標: 北緯41度05分 東経23度35分 / 北緯41.083度 東経23.583度

セレス県（セレスけん、Περιφερειακή ενότητα Σερρών）は、ギリシャ共和国の中央マケドニア地方を構成する行政区（ペリフェリアキ・エノティタ）のひとつ。県都はセレス（Σέρρες / Serres）。
人口は20万人を超え、マケドニア地方第二の人口を持つ県である。古代都市セレスやアンフィポリスなどの町や修道院が多く存在し、考古学的や歴史的観点から重要な地域である。

## 地理

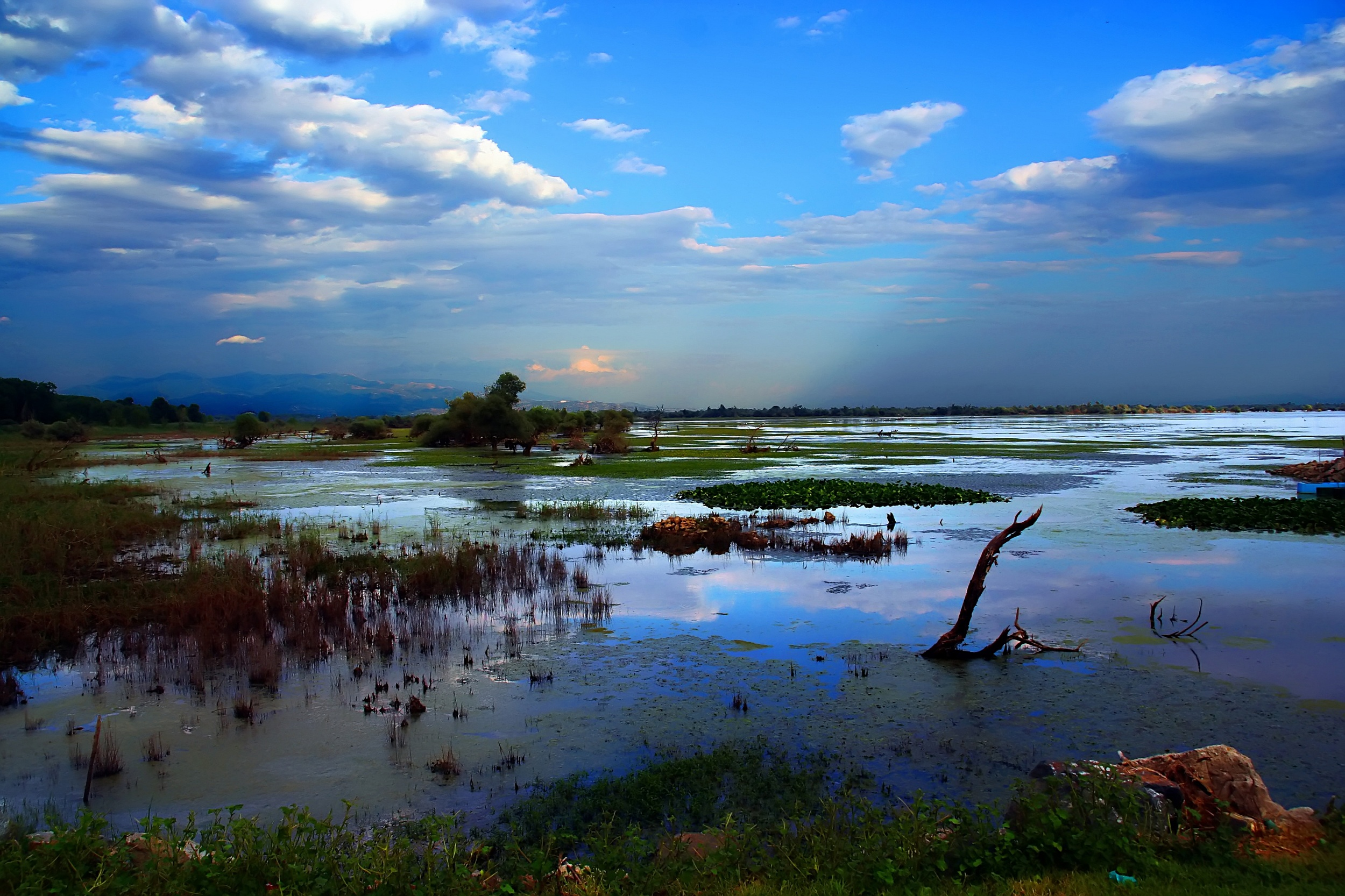
ケルキニ湖

### 位置・広がり
セレス県の南西はテッサロニキ県、西はキルキス県、北東はドラマ県、東はカヴァラ県とそれぞれ県境を接しており、さらに県の北西はマケドニア共和国のストルミツァのオプシュティナに、北はブルガリアのブラゴエヴグラト州にそれぞれ国境を接している。

### 地勢
セレス県の北部にはオルヴェロス山脈、東部にはメニキオ山脈、南東部にはパンゲオ山脈、南西部にはケルディリオ山脈、西部にはヴェルティスコ山脈が連なり、県の西部にはクルシ山脈の一部、北西部にはケルキニ山脈の一部が走っている。
セレス県の南は、デルタ地帯でストリモニア湾に面している。また県南部には今では干上がってしまったケルキニティエス湖もある。県の面積はギリシャ全土の3%に値し、県の41%はブルガリアから流れるストリモナス川流域の、農作に適した土地である。また、県の東部にはアンギティス川が流れていて、流域のアリストラティ付近には渓谷や洞窟が存在する。

### 気候
県南部のストリモナス川流域では主に地中海性気候が見られる。また、高地部では、主に冬が厳しい大陸性気候が見られる。

### 主要な都市・集落
最大の都市はセレス。人口3000人以上の都市は以下の通り。
- セレス（Σέρρες : セレス市） - 54,266人
- ニグリタ（Νιγρίτα : 	ヴィサルティア市） - 5,566人
- シディロカストロ（Σιδηρόκαστρο : シンディキ市） - 5,711人
- イラクリア（Ηράκλεια : イラクリア市） - 3,551人

- セレス
- ニグリタ
- シディロカストロ

## 歴史
近現代には、マケドニア地方の他の地域と同様に、セレス県の地域は、ギリシャ王国やブルガリア王国、ユーゴスラヴィア王国、オスマン帝国の間で領有を主張された地域であった。第一次バルカン戦争で、オスマン帝国からブルガリア領となったが、第二次バルカン戦争の結果、ギリシャ王国領となった。第二次世界大戦ではブルガリアが占領し、1944年にギリシャ領に戻った。

## 社会

### 住民
県人口は200,000人を超える。セレス県の住民の大部分が、希土戦争中に東トラキア地方や小アジア、ポントス地方から避難してきた人々の子孫だと言われている。

### 経済・産業
ブルガリアとの国境付近ではブランデーのメタクサ（en:Metaxa）の生産も盛んである。
県中央部のレリア付近は森林やスキー場があり、釣りの名所であるアノ・ポリアのケルケニ湖や、アリストラティ洞窟と付近のアンギティス渓谷などは有名な観光地となっている。

## 行政区画

### 市（ディモス）
セレス県は、以下の自治体（ディモス、市）から構成される。人口は2001年国勢調査時点。
|   | 自治体名           | 綴り             | 政庁所在地            | 面積 Km² | 人口   |
| - | ------------------ | ---------------- | --------------------- | -------- | ------ |
| 1 | セレス             | Σέρρες           | セレス (el)           | 601.5    | 75,233 |
| 2 | アンフィポリ       | Αμφίπολη         | ロドリヴォス (el)     | 414.3    | 12,940 |
| 3 | ヴィサルティア     | Βισαλτία         | ニグリタ (el)         | 659.2    | 26,127 |
| 4 | エマヌイル・パパス | Εμμανουήλ Παππάς | フリソ (el)           | 338.8    | 19,844 |
| 5 | イラクリア         | Ηράκλεια         | イラクリア (el)       | 448.8    | 23,317 |
| 6 | ネア・ジフニ       | Νέα Ζίχνη        | ネア・ジフニ (el)     | 405.6    | 15,073 |
| 7 | シンディキ         | Σιντική          | シディロカストロ (el) | 1,112.4  | 28,382 |

### 旧自治体（ディモティキ・エノティタ）

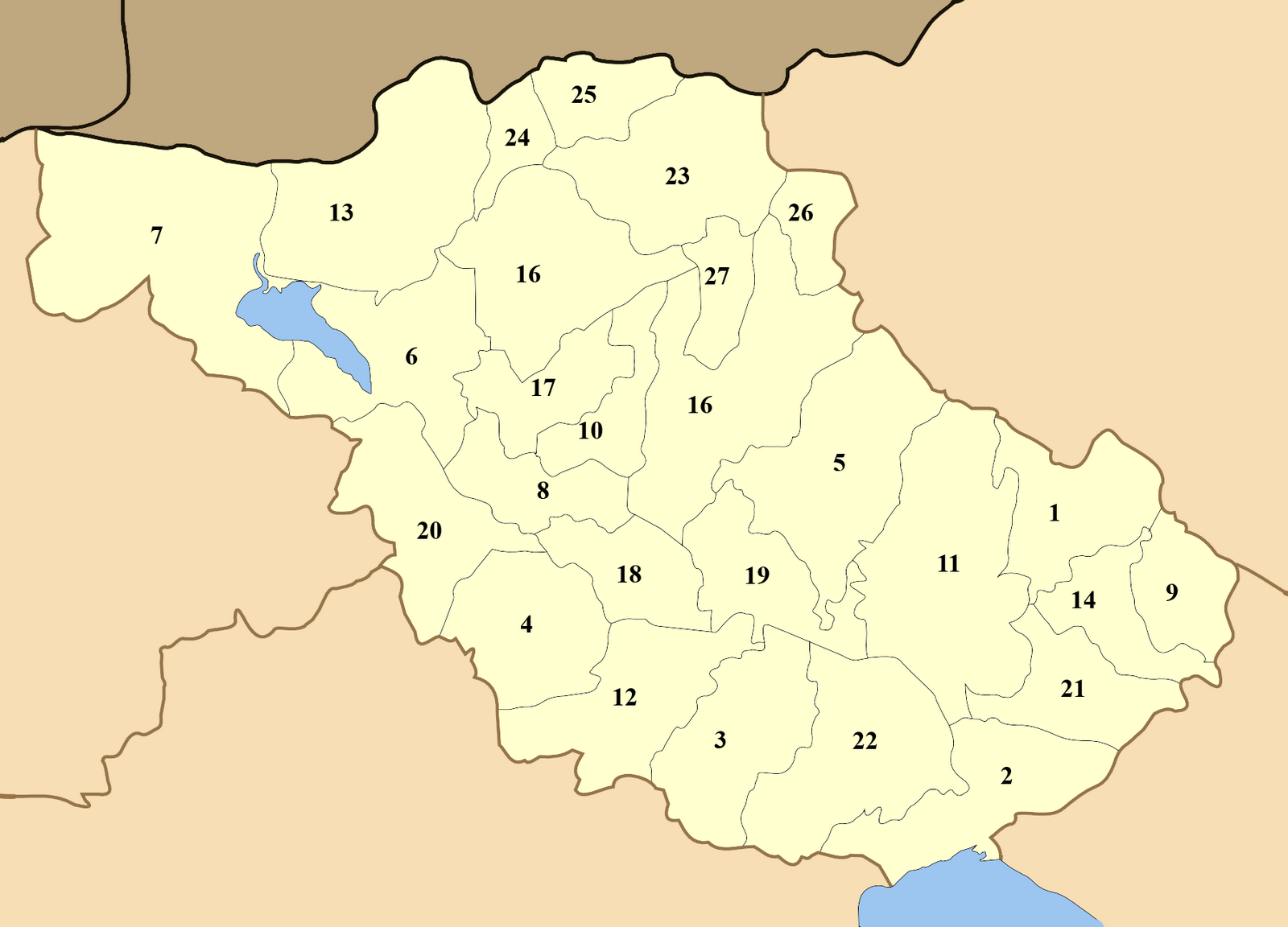
セレス県の旧自治体（1999年 - 2010年）

カリクラティス改革（2011年1月施行）以前の広域自治体（ノモス）としてのセレス県（Νομός Σερρών）は、以下の基礎自治体（ディモスおよびキノティタ）から構成されていた。改革後、旧自治体は新自治体（ディモス）を構成する行政区（ディモティキ・エノティタ）となっている。
下表の番号は右図と対応している。「旧自治体」欄で※印を付したものはキノティタ、それ以外はディモス。「政庁所在地」欄で太字になっているものは、新自治体の政庁所在地となったものを示す。
|          | 旧自治体           | 綴り             | 政庁所在地       | 新自治体           |
| -------- | ------------------ | ---------------- | ---------------- | ------------------ |
| 1        | アリストラティ     | Αλιστράτη        | アリストラティ   | ネア・ジフニ       |
| 2        | アンフィポリ       | Αμφίπολη         | パレオコミ       | アンフィポリ       |
| 3        | アヒノス           | Αχινός           | シトホリ         | ヴィサルティア     |
| 4        | ヴィサルティア     | Βισαλτία         | ディミトリツィ   | ヴィサルティア     |
| 5        | エマヌイル・パパス | Εμμανουήλ Παππάς | フリソ           | エマヌイル・パパス |
| 6        | イラクリア         | Ηράκλεια         | イラクリア       | イラクリア         |
| 7        | ケルキニ           | Κερκίνη          | ロドポリ         | シンディキ         |
| 8        | カペタン・ミトルシ | Καπετάν Μητρούσι | プロヴァタス     | セレス             |
| 9        | コルミスタ         | Κορμίστα         | ネア・バフラ     | アンフィポリ       |
| 10       | レフコナス         | Λευκώνας         | レフコナス       | セレス             |
| 11       | ネア・ジフニ       | Νέα Ζίχνη        | ネア・ジフニ     | ネア・ジフニ       |
| 12       | ニグリタ           | Νιγρίτα          | ニグリタ         | ヴィサルティア     |
| 13       | ペトリツィ         | Πετρίτσι         | ネオ・ペトリツィ | シンディキ         |
| 14       | プロティ           | Πρώτη            | プロティ         | アンフィポリ       |
| 16(右下) | セレス             | Σέρρες           | セレス           | セレス             |
| 16(左上) | シディロカストロ   | Σιδηρόκαστρο     | シディロカストロ | シンディキ         |
| 17       | スコトゥサ         | Σκοτούσα         | スコトゥサ       | イラクリア         |
| 18       | スクタリ           | Σκουτάρι         | スクタリ         | セレス             |
| 19       | ストリモナス       | Στρυμώνας        | ネオス・スコポス | エマヌイル・パパス |
| 20       | ストリモニコ       | Στρυμονικό       | ストリモニコ     | イラクリア         |
| 21       | ロドリヴォス       | Ροδoλίβος        | ロドリヴォス     | アンフィポリ       |
| 22       | トラギロス         | Τράγιλος         | マヴロタラサ     | ヴィサルティア     |
| 23       | アフラドホリ ※     | Αχλαδοχώρι       | アフラドホリ     | シンディキ         |
| 24       | プロマホナス ※     | Προμαχώνας       | プロマホナス     | シンディキ         |
| 25       | アギストロ ※       | Άγκιστρο         | アギストロ       | シンディキ         |
| 26       | アノ・ヴロンドゥ ※ | Άνω Βροντού      | アノ・ヴロンドゥ | セレス             |
| 27       | オリニ ※           | Ορεινή           | オリニ           | セレス             |

- Διοικητική διαίρεση νομού Σερρών (πρόγραμμα Καποδίστριας) - セレス県の自治体・集落一覧（1999年 - 2010年）

### 郡（エパルヒア）
県には以下の4つの郡（エパルヒア）があったが、2006年以降法的な位置づけは行われていない。
| 郡名                  | 綴り     | 中心地           |
| --------------------- | -------- | ---------------- |
| セレス郡 (en)         | Σέρρες   | セレス           |
| ヴィサルティア郡 (en) | Βισαλτία | ニグリタ         |
| フィリダ郡 (en)       | Φυλλίδα  | ネア・ジフニ     |
| シンディキ郡 (en)     | Σιντική  | シディロカストロ |

## 交通
- 国道2号線（欧州自動車道路E75号線・エグナティア高速道路）
- 国道12号線（欧州自動車道路E90号線）
- 国道63号線
- 国道65号線

## マスメディア
- TV Serres
- Diktyo TV

## 著名な出身者
- アンゲロス・ハリステアス (1980-、サッカー選手)
- コンスタンディノス・カラマンリス (1907-1998、ギリシャ首相・大統領)
- エンマヌイル・パッパス (1772-1821、ギリシャ独立戦争の英雄)
- グリケリア (1953-、歌手)
- ヨアンニス・メリサニディス (1977-、体操選手)
- ナンシ・ステルイオプル (1984-、歌手)

## スポーツ
- パンセレコスFC